# Фуэнтес, Исмаэль
Исмаэ́ль Игна́сио Фуэ́нтес Ка́стро (исп. Ismael Ignacio Fuentes Castro; 4 августа 1981, Линарес) — чилийский футболист, игравший на позиции защитника. Участник чемпионата мира 2010 года в составе национальной сборной Чили.

## Карьера
Профессиональную карьеру Фуэнтес начал в клубе третьего дивизиона Чили «Линарес Унидо», затем три сезона отыграл в клубе «Рейнджерс», после чего год провёл в сильнейшем чилийском клубе «Коло-Коло». В 2005 году он переехал в Мексику, перейдя в клуб «Ягуарес Чьяпас», за который играет и по сей день, однако последние два сезона он провёл в аренде сначала в клубе «Атлас», а затем в «Универсидад Католика».
В национальной сборной Исмаэль Фуэнтес дебютировал 11 июля 2004 года в матче со сборной Парагвая, на сегодняшний день он провёл за сборную 29 матчей, забив в них 1 гол. Фуэнтес включён в заявку сборной Чили на чемпионат мира 2010.